# Wacław Szpakowski
Wacław Karol Szpakowski (ur. 9 października 1883 w Warszawie, zm. 7 lutego 1973 we Wrocławiu) – polski artysta, architekt, fotograf i muzyk. Prekursor sztuki geometrycznej, minimal-artu i op-artu. Pionier polskiej awangardy artystycznej.

## Życiorys
W 1911 roku ukończył studia na Wydziale Architektury Instytutu Politechnicznego w Rydze otrzymując dyplom inżyniera architekta.
Ok. 1916 r. wykonał w jednym z zakładów fotograficznych w Rosji modny i powszechny w owym czasie „Portret wielokrotny w lustrze”, który od lat 80. był przez niektórych historyków sztuki postrzegany jako nowatorskie dzieło w historii fotografii.
W latach 1923–1931 stworzył serie rysunków o nazwie „linie rytmiczne” (serie A0, A, B, C, D, E, F), które zapoczątkował jeszcze w roku 1900.
Szpakowski podobnie jak Kandinsky, Malewicz, Mondrian – protoplaści konstruktywistycznej awangardy – o kilkadziesiąt lat poprzedzał dokonania malarzy abstrakcjonistów lat 40. i 50..

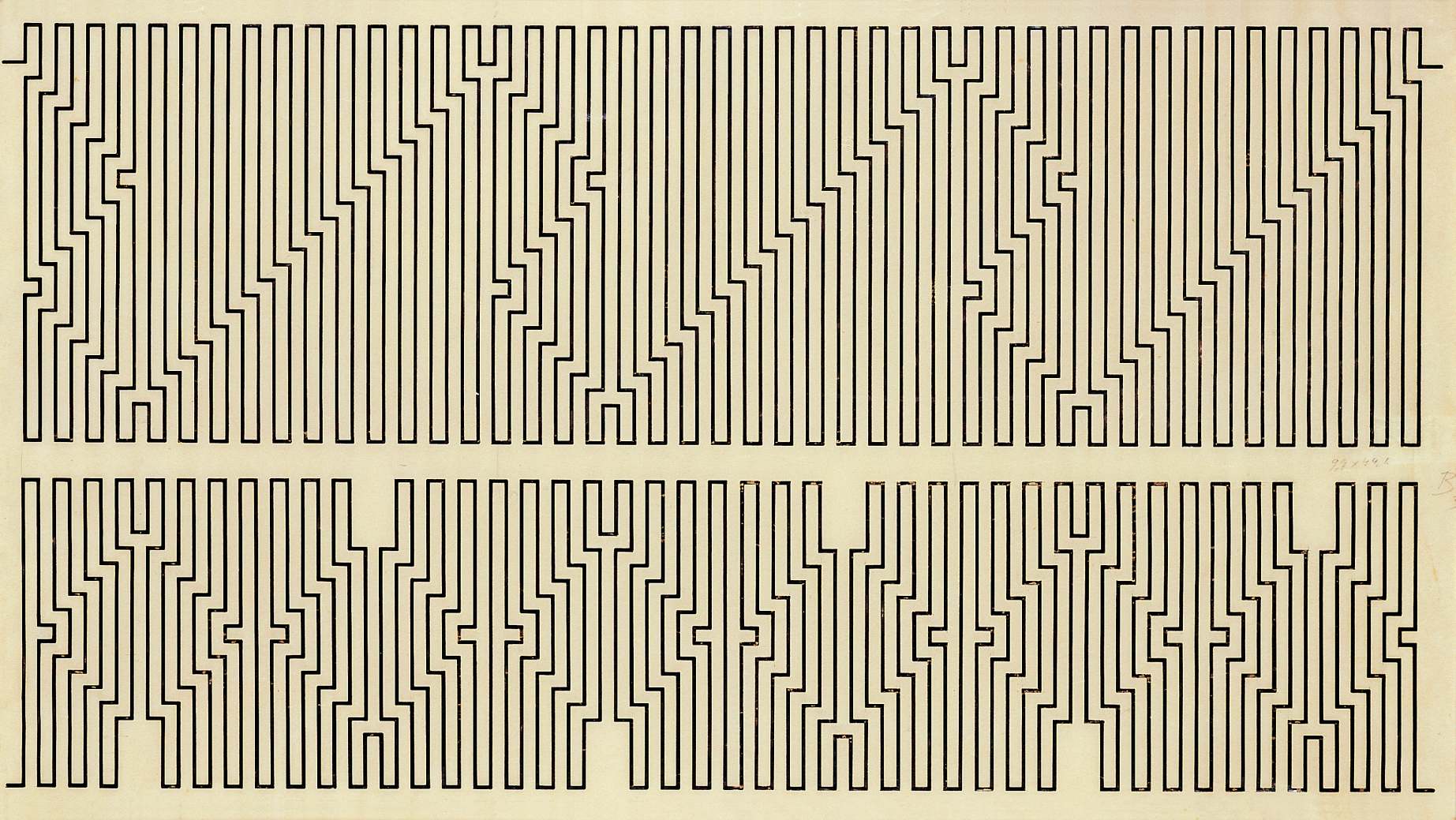
Wacław Szpakowski, B: B 2,B 3, 1924, Muzeum Sztuki w Łodzi